# LOVEMARINE
『LOVEMARINE』（ラヴマリン）は、1991年8月25日に発売されたヴィーナス・ペーターのデビュー・アルバム。

## 解説
1990年6月、ペニー・アーケードの石田真人とビロードの沖野俊太郎が中心となり、土中康史、古閑裕、小松孝信といったメンバーが加入。歌詞は全て英語、基本的にネオアコ指向の強いバンドとしてスタートし、デビュー・ライブは同年9月のヴェルヴェット・クラッシュの来日公演のフロント・アクトだった。その後は“ブランニュー・スキップ”や雑誌『REMIX』のイベントなど、DJ加入型のクラブ・イベントに出演し、ライブ数が少ないながらも次第に観客動員を増やしていった。そして1991年7月には、キャンディ・フリップの来日公演でフロント・アクトも務めた。バンドのサウンドはクリエイション・レーベル直系のギター・ポップ、マンチェスター・サウンドのインディ・ダンス的なアプローチでUKサウンドの要素をリアルタイムに消化しているのが特徴とされた。同年8月10日に限定1000枚でリリースされた12インチ・シングル「Doo Be Free / Fall」は一週間で完売となり、結成約一年を経てリリースされた本作は、メンバーがそれぞれ前に所属していたバンドで演奏していた曲をヴィーナス・ペーター用にリ・アレンジしたもの。レコーディングは各自の仕事の合間を縫って10日程で行われた。
本作も全曲英語詞であるが、その理由を沖野は「（英語の歌詞にこだわるのはなぜとの問いに）こだわっているっていうんじゃないです。意図的にやっているわけでもないですし。ずっと洋楽を聴いてきた僕にとっては、これが自然な形としか言えないですね」と話していた。古閑は「いい音楽をやって行こう、ってのが僕たちの唯一の絶対条件なんですよね」と言い、さらに石田も「そのためには、英語の詞が必要だ、と思っています」と、それぞれインタビューで答えている。また、沖野は「自分たちの中で、洋楽の存在がまず最初にあって、それと同時進行で成長してきて、今、こうした音楽を作っているんですね。だから、英語っていうのに抵抗がないんですよ」という。さらに、自分たちのオリジナリティについて沖野は「ライブを何回か見てもらえれば、分かるかもしれない。とにかく、CDはとりあえず出したっていうのが強いから、これだけで色々言われても……。それに、もうそのCD自体やっている事が古いですから。次はどうなるんだろう、そういう風に思ってもらえれば幸せです。僕らはすごく飽きっぽいから、同じ事を延々とやるっていうのはダメなんです。次から次へ刺激を求めてスタイルも変化するっていう感じですかね。節操ないですから。そういった点でプライマル・スクリーム、本当、理想のバンドですよね。僕にとって一番大切なのは基本になるメロディの美しさ、曲自体の完成度の高さっていう事かもしれない。アレンジが時代に流されるのは、全然構わない」と話している。
メジャー移籍を経て、解散後にリリースされた2枚のベスト・アルバムのうち、1996年の『THE BEST OF V.P』には「Yellow Shack」「Mighty Mystic Eyes」「Fall」「Feels Like Fire」の4曲が、さらに2006年のリイシュー盤『DELUXE EDITION』には「Feels Like Fire」に替わって「Doo Be Free」「Lemon」を含む計5曲が、本作からそれぞれ収録された。

## チャート成績
本作は、オリジナルコンフィデンス・インディーズチャート（1991年9月30日付）で初登場1位を記録したほか、CRJ(College Radio Japan)チャート（1991年9月23日付）でも初登場1位を記録した。

## 収録曲
1. Yellow Shack
Shuntaro Okino / Masato Ishida
2. Doo Be Free
Shuntaro Okino
3. Beneath the Sky and Over the Sun
Shuntaro Okino / Yutaka Koga
4. Lemon
Shuntaro Okino / Masato Ishida
5. High Way Song
Shuntaro Okino
6. Mighty Mystic Eyes
Shuntaro Okino
7. Fall
Shuntaro Okino / Yutaka Koga
8. Feels Like Fire
Shuntaro Okino / Masato Ishida

## クレジット
| Produce: VENUS PETER                |
| Engineer: KAZUNORI HAYAKAWA         |
| Direction: TARO YODA                |
| Art Direction: YUJI TSUJI           |
| Artist Photo: YASUHIRO NAKAMORI     |
| Recorded At OKAPI〜GOLDRUSH〜CAROL  |
|                                     |
| VENUS PETER:                        |
| Vo, Ag: SHUNTARO OKINO              |
| G, Cho: MASATO ISHIDA               |
| G, Cho: YASUSHU DONAKA              |
| B, Cho: YUTAKA KOGA                 |
| Dr, Per: TAKANOBU KOMATSU           |
|                                     |
| Guest Chorus…………THANK YOU!!         |
| M2: MEGUMI MASHIRO from ROTTEN HATS |
| M4: YOKO SATORI from MARBLE HAMMOCK |
|                                     |
| Thanks To:                          |
| EIZO MORI (PARCO)                   |
| MAKI SATO                           |
| SHOICHIRO SATO                      |
|                                     |
| Special Thaks To:                   |
| TAKESHI ISOGAI                      |

## リリース日一覧
| # | タイトル               | リリース日    | レーベル                            | 規格 | カタログ番号 | 備考                                                                                       |
| - | ---------------------- | ------------- | ----------------------------------- | ---- | ------------ | ------------------------------------------------------------------------------------------ |
| 1 | LOVEMARINE             | 1991年8月25日 | WONDER RELEASE RECORDS ⁄ UK PROJECT | CD   | WRR-1        |                                                                                            |
| 2 | LOVEMARINE + OBSESSION | 2003年7月23日 | WONDER RELEASE RECORDS ⁄ UK PROJECT | CD   | UKWR-003     | 『LOVEMARINE』に、1992年リリースのシングル「Obsession ep」全曲を追加した“リ・セールス盤”。 |